# Informacja zwrotna (serial telewizyjny)
Informacja zwrotna – polski serial kryminalny z 2023 roku w reżyserii Leszka Dawida na podstawie powieści Jakuba Żulczyka pod tym samym tytułem. Pięć odcinków produkcji zostało udostępnionych na platformie Netflix 15 listopada 2023.

## Opis fabuły
Głównym bohaterem serialu jest Marcin Kania (Arkadiusz Jakubik), były muzyk rockowy, ojciec dwojga dorosłych dzieci. Pomimo życia w dostatku, wieloletnie uzależnienie od alkoholu odbiło się na jego relacjach z żoną i dziećmi. 
Pewnego razu Marcin budzi się poturbowany w mieszkaniu swojego syna, Piotra (Jakub Sierenberg), który poprzedniego wieczora zaginął. Z powodu spożytego alkoholu pamięta jedynie, że spotkał się z synem w restauracji w wieczór jego zniknięcia, ale nie może sobie przypomnieć kluczowych informacji o przebiegu tego spotkania. Aby odnaleźć zaginionego syna, Marcin wyrusza w najmroczniejsze zakamarki Warszawy i swojej psychiki.

## Obsada
- Arkadiusz Jakubik jako Marcin Kania
- Jakub Sierenberg jako Piotr Kania, syn Marcina
- Dominika Bednarczyk-Krzyżowska jako Joanna Kania, żona Marcina
- Nel Kaczmarek jako Ula Kania, córka Marcina
- Przemysław Bluszcz jako komisarz Cezary Karłowicz
- Juliusz Chrząstowski jako Jarek
- Małgorzata Hajewska-Krzysztofik jako Jadzia Rustowicz
- Jan Hrynkiewicz jako Loluś
- Marta Klubowicz jako Gośka Bugajska
- Andrzej Konopka jako Zbyszek
- Szymon Kuśmider jako Bugajski
- Marta Mazurek jako Kinga Kania, żona Piotra
- Zbigniew Suszyński jako Sławek Kurzyna
- Agata Turkot jako Ewa Orszańska

Źródło: Filmpolski.pl

## Produkcja
Zdjęcia kręcono w Warszawie oraz w Chorwacji (wyspa Pag, Omiš, Brela, Trogir).